# CV33

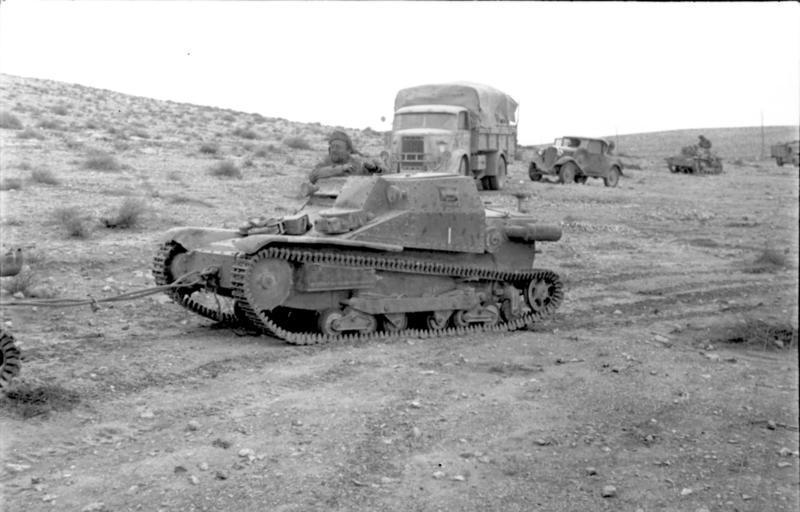
CV 33 in Africa settentrionale, durante la Campagna del Nord Africa (1940-1943).

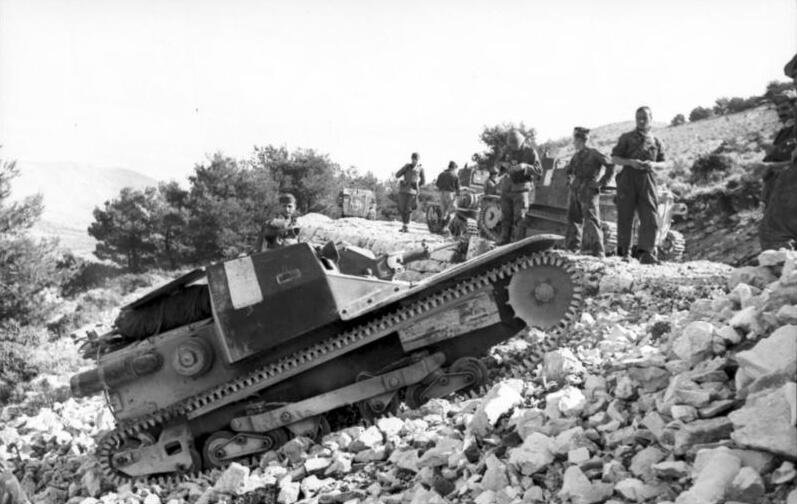
CV 33 in Grecia

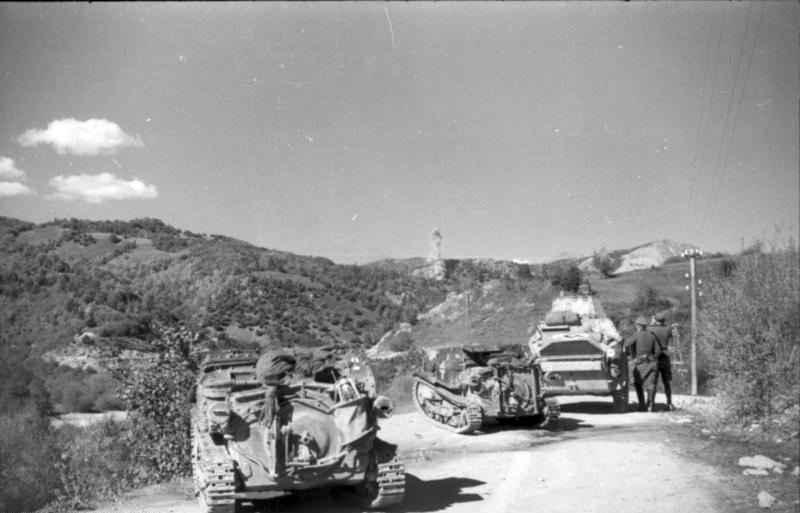
In Albania

Il CV 33, abbreviazione della dicitura completa Carro Veloce 33, è stato un carro armato leggero italiano sviluppato tra le due guerre mondiali come miglioramento del CV 29, a sua volta una copia fedele del tankette Carden-Loyd Mk VI, acquistato dal Regno Unito. 
Il carro veloce fu un mezzo leggerissimo impiegato dalle truppe celeri (cavalleria e bersaglieri) e corazzate del Regio Esercito, così come figura nei ruoli di alcune unità della Guardia Nazionale Repubblicana della Repubblica Sociale Italiana, che si impadronirono di alcuni carri dopo l'8 settembre 1943.

## Designazione
La designazione ufficiale del carro fu Carro Veloce 33 (abbreviato in C.V. 33) fino al 24 giugno 1938, successivamente, con una circolare dell'Ufficio addestramento dello Stato Maggiore Regio Esercito, la designazione cambiò in L 33. Il 14 giugno 1940, l'Ufficio addestramento emanò una nuova circolare contenente la nuova designazione: L. 3, infine il 4 agosto 1942, con l'ultima circolare, la designazione divenne L. 33.
È diffusa anche le denominazione non ufficiale L3/33, che sta ad indicare con barra obliqua le due designazioni del '38 o '42 e '40.
Con il dopoguerra, i ricostituiti reparti corazzati italiani utilizzarono per l'identificazione la designazione originale del veicolo.

## Sviluppo
Gli studi per il nuovo carro veloce incominciarono presso la ditta Ansaldo nel 1930, attraverso la realizzazione di una serie di prototipi, alcuni ancora montati sullo scafo del tankette Mk VI, e poi di una preserie: i CV29.
La prima versione definitiva venne realizzata nel 1933, da cui il nome del carro. Già l'anno seguente vennero apportate alcune modifiche all'armamento e ad altre parti dando così vita alla II serie.
Nel 1936 venne messa in produzione una versione migliorata denominata CV35 (in seguito L. 35) che presentava come principale innovazione l'imbullonatura delle lamiere di protezione in precedenza solamente saldate.
Nel 1938 venne prodotta un'ultima versione, detta, non ufficialmente, CV38, poi L38, che presentava alcune modifiche al sistema delle sospensioni e ai cingoli.
Complessivamente vennero prodotti più di 2.000 esemplari (comprese le versioni speciali).
Alcuni carri sopravvissero alla Seconda guerra mondiale e furono utilizzati dai reparti della Polizia di Stato nell'immediato dopoguerra.

## Impiego operativo
A partire dal 1933, anno della sua entrata in servizio il C.V. 33 è stato presente in tutti gli avvenimenti bellici che coinvolsero l'Italia fino al 1945.
- Referendum nella Saar - tra il dicembre 1934 e il gennaio 1935 uno squadrone carri del reggimento Cavalleggeri Guide fece parte del contingente italiano inviato a Saarbrücken con funzioni di ordine pubblico.
- Guerra d'Etiopia - Tra il 1935 e il 1936 numerosi squadroni di carri leggeri presero parte alle operazioni militari che portarono alla conquista italiana dell'Etiopia
- Guerra civile spagnola - Tra il 1937 e il 1939 un certo numero di CV33 (numero che raggiunse le dimensioni di un battaglione) fu inquadrato nel Tercio, la legione straniera spagnola, in appoggio alle truppe franchiste. Impiegato, tra l'altro, nelle battaglie di Guadalajara e Santander il carro CV33 si trovò, per la prima volta, a dover affrontare nemici aventi una maggior potenza di fuoco come i carri sovietici T-26 dotati di cannoni da 37 e 45 mm; per sopperire a questo limite, veniva rimorchiato un pezzo anticarro che veniva poi utilizzato per compiere vere e proprie imboscate ai più pesanti avversari.
- Occupazione italiana dell'Albania - i carri veloci del 31º reggimento carristi fecero parte del contingente che occupò senza, per altro, incontrare praticamente resistenza la capitale Tirana
- Battaglia delle Alpi Occidentali - in occasione dell'entrata in guerra dell'Italia quattro battaglioni di carri leggeri CV33/CV35 (ora ribattezzati L33 e L35) operarono contro le difese francesi nel settore di Aosta, ottenendo scarsi risultati e subendo perdite sia a causa del fuoco nemico sia delle mine.
- Campagna italiana di Grecia - tra il 1940 e il 1941 il 31º reggimento carristi inquadrato nella Divisione Centauro, dotato di battaglioni di carri veloci, e uno di carri medi, operò sulla linea della Vojussa. Anche in questa circostanza i carri tipi L dimostrarono di essere ormai del tutto superati e obsoleti, non riuscendo spesso a superare gli ostacoli anticarro predisposti dalle truppe greche
- Fronte jugoslavo - alle operazioni di occupazione della Jugoslavia, nel 1941, presero parte il 33º reggimento carristi inquadrato nella Divisione Littorio e il 31° inquadrato nella divisione Centauro. Al termine delle operazioni un certo numero di carri tipo L. 33 e L. 35 rimase in zona adibito al supporto delle operazioni di occupazione e di repressione del movimento partigiano. Dopo l'8 settembre 1943 la maggior parte di questi mezzi fu catturata dai tedeschi mentre alcuni esemplari furono consegnati alle unità partigiane sotto il controllo del maresciallo Tito
- Campagna dell'Africa Orientale Italiana - al momento dell'apertura delle ostilità risultavano presenti in AOI 39 carri di tipo L che privi di pezzi di ricambio scomparvero dalla scena senza aver mai avuto la possibilità di operare in modo efficace, salvo per il III Squadrone dei Cavalieri di Neghelli nel combattimento del torrente Dadaba, presso Sciasciamanna, il 13 maggio 1941. Nove di essi diventarono preda bellica delle truppe sudafricane.
- Campagna del Nordafrica - All'apertura delle ostilità (nel giugno 1940) erano presenti in Africa 339 carri tipo L33 nelle diverse versioni[4]. Inadatti ad affrontare i tank inglesi e le armi anticarro inglesi, il loro numero si ridusse rapidamente a zero durante la ritirata seguita alla controffensiva inglese dell'inverno 1940/1941. Nel febbraio 1941 giunsero, al seguito della divisione Ariete 117 carri L. 33 (24 nella versione lanciafiamme) che presero parte alla controffensiva delle truppe dell'Asse. Comunque all'inizio del 1942 ne rimanevano pochi esemplari per lo più non efficienti.
- Fronte Russo - con il CSIR (Corpo di spedizione italiano in Russia) vennero inviati sul fronte orientale anche 61 carri L33, inquadrati nel III Gruppo Corazzato "San Giorgio" (3ª Divisione Celere "Principe Amedeo Duca d'Aosta"). Le condizioni ambientali, unite alla scarsezza di pezzi di ricambio e alla inidoneità del mezzo alle condizioni d'uso ridussero rapidamente a zero il numero dei carri operativi tanto che gli equipaggi agli inizi del 1942 furono impiegati, in operazioni belliche, come reparti appiedati.
- Francia meridionale e Corsica - Alcuni reparti dotati di carri L33 presero parte nel novembre del 1942 all'occupazione, da parte italo-tedesca, delle parti del territorio francese sottoposte al governo di Vichy. Detti reparti rimasero poi come truppe di occupazione. Nel settembre 1943 le unità sulla terraferma francese si sfaldarono e i loro mezzi furono catturati dai tedeschi mentre quelle presenti in Corsica si batterono contro i tedeschi per rientrare poi in Sardegna quando a esse subentrarono le truppe alleate. I mezzi sopravvissuti all'impiego e all'usura rimasero poi in Sardegna senza più essere utilizzati.
- Difesa di Roma - Immediatamente dopo l'8 settembre 1943 alcuni carri tipo L33 presero parte al tentativo di difendere Roma dall'occupazione da parte delle truppe tedesche
- Nella Repubblica Sociale Italiana - dopo l'8 settembre 1943 un certo numero di mezzi venne usata da parte di varie unità della RSI soprattutto nell'ambito delle azioni di contrasto alle azioni dei partigiani. Alcuni di questi carri furono catturati dalle unità partigiane durante l'insurrezione dell'aprile 1945 e fatti sfilare nelle città appena liberate.
- Dopoguerra - alcuni carri L33 rimasero in dotazione per alcuni anni a reparti dell'Esercito Italiano con funzioni addestrativo-dimostrative finendo poi per essere usati come monumento nelle varie caserme. Un certo numero di esemplari di carri L33 venne usato, nell'immediato dopoguerra, dalle forze di polizia nei servizi di ordine pubblico.

Difficile dare un giudizio positivo sul carro leggero Ansaldo-Fiat: costruito in materiale leggerissimo e relativamente veloce, il carro era certo più adatto all'esplorazione e al supporto della fanteria che al combattimento; l'armamento però (mitragliatrici) risultava efficace al massimo entro i 400 m, purché si sparasse a bassa velocità e la mancanza di torretta girevole rendeva il carro particolarmente vulnerabile agli attacchi da dietro. Gli L33 erano dei piccoli carri da 3,2 tonnellate, con scarsa capacità di fuoco, sviluppati e ideati per combattere in ambito alpino e montagnoso. Visto il loro proficuo utilizzo durante la Guerra di Abissinia, ben quattro anni prima, contro un nemico che non disponeva né di divisioni corazzate, né di armi anticarro, i comandi italiani ebbero la presunzione di volerli utilizzare nel corso della Seconda guerra mondiale con compiti di "rottura" nei confronti delle divisioni di fanteria nemiche. Il risultato fu pessimo, non solo per l’incapacità del carro di poter svolgere tale funzione contro reggimenti provvisti di armi anticarro, ma soprattutto perché la irrisoria corazzatura poteva essere facilmente penetrata anche da qualsiasi mitragliera dotata di munizionamento perforante e, a breve distanza, persino dalle armi individuali del nemico. La visibilità era scarsa e l'uscita dell'equipaggio dai carri colpiti, a causa della posizione degli sportelli, era praticamente impossibile durante il combattimento. Si deve registrare poi, dal punto di vista della mobilità, che il carro era sì maneggevole, ma non sempre riusciva ad affrontare terreni difficili. L'autonomia poi, era l'ennesimo tallone d'Achille di questo carro, che, in Libia, costringeva gli equipaggi a portare tre fustini da 20 litri di benzina sulla corazza anteriore. Solo pochi esemplari, infine, avevano il supporto per l'impiego contraereo della mitragliatrice.

## Versioni

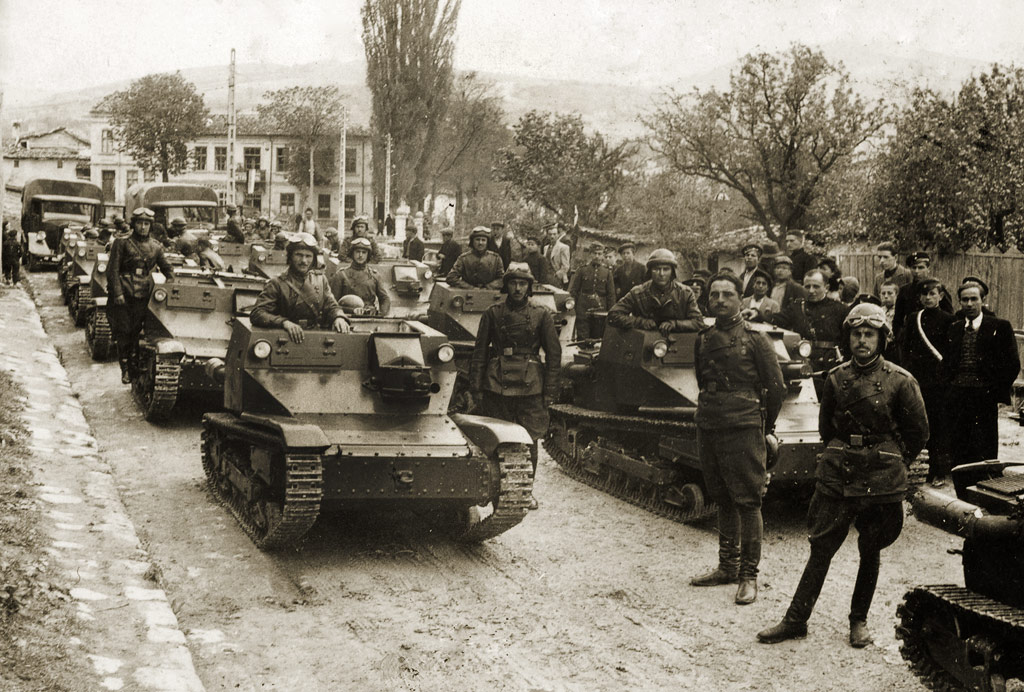
Una colonna di carri C.V. 33 in Bulgaria.

- CV33 - designazione iniziale del Carro Veloce Ansaldo, I serie, caratterizzato dalla mitragliatrice Fiat Mod. 14 tipo Aviazione da 6,5 mm raffreddata ad aria e da una piastra singola di supporto della ruota tendicingolo. Dopo pochi mesi, la mitragliatrice fu sostituita da un'arma dello stesso tipo, la Fiat Mod. 14/35, adattata alla cartuccia da 8 mm.
- CV33 II serie - apparso già nel 1934 ma in distribuzione dal 1936, introduceva un armamento costituito da 2 mitragliatrici Fiat Mod. 14/35 da 8 mm, supporto della ruota tendicingolo separato da quello della ruota di rinvio, feritoia del pilota incernierata all'interno, sostituzione degli sportellini posteriori con feritoie, sportello di aerazione protetto da uno scudo metallico e diversa disposizione degli accessori esterni. Alcuni di questi mezzi vennero ri-armati con una singola mitragliatrice Breda-SAFAT da 12,7 mm.
- CV35 I serie - variante del precedente, difficilmente distinguibile, aveva parte delle lamiere dello scafo imbullonate anziché saldate; nel corso dell'impiego le sue armi furono sostituite dalle FIAT Mod.35 o dalle Breda Mod. 38.
- CV35 II serie - uguale alla precedente ma con modifiche a portelli e feritoie.
- CV38 - designato, non ufficialmente, L38, fu valutato nel 1937. Il prototipo aveva un nuovo treno di rotolamento, con le coppie di ruote dei quattro carrelli di diametro maggiore e nuove sospensioni (a barre di torsione, che fanno capolino per la prima volta in Italia, anziché a balestra); inoltre, le 2 mitragliatrici da 8 mm furono sostituite da una Breda Mod. 31 Tipo Marina, da 13,2 mm, già montata su 23 esemplari ordinati dal Brasile.
- Carro d'assalto lanciafiamme (L 35/lf) - versione lanciafiamme, realizzata su scafi L. 33 II Serie e L. 35 I e II Serie. Nel primo prototipo, al posto della mitragliatrice di sinistra era inserita una lunga lancia, dal caratteristico terminale, mentre l'impianto di alimentazione era all'interno del carro e attingeva a un rimorchietto-serbatoio da 520 litri[7]. L'impianto si chiamava Apparecchiatura L. Fu realizzato anche almeno un prototipo in cui l'intero impianto era contenuto all'interno del carro e, infine, fu scelta una terza soluzione, nella quale il serbatoio del liquido infiammabile era sistemato sul cofano motore, che riduceva la capienza del contenitore ma non vi era l'inconveniente del rimorchietto che poteva creare problemi.

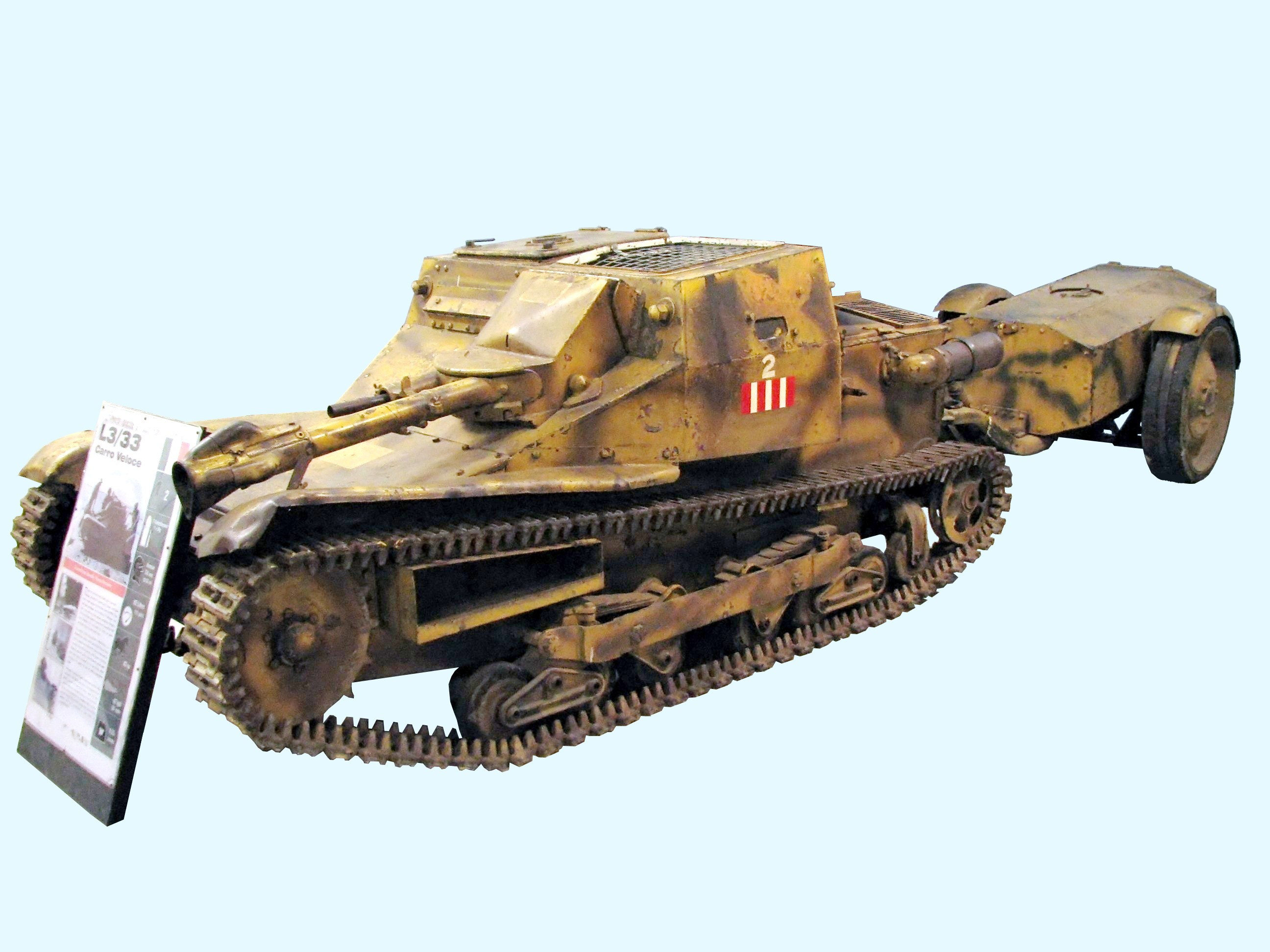
Carro lanciafiamme L.3/lf.

- L3/r - carro radio, realizzato su tutte le versioni e usato come carro comando.
- L3 Zappatori - noto anche come Carro Passerella (o CV3 Rampa Semovente), era una versione gettaponti sperimentale che non ebbe successo.
- L3 carro recupero - versione sperimentale per il recupero dei carri incidentati.
- L3/Solothurn o L3/cc (controcarro) - modifica eseguita su svariati esemplari direttamente presso i reparti operativi in Africa settentrionale italiana nel 1941. Al posto delle mitragliatrici binate montava un fucile controcarro Solothurn S-18/1000 da 20 mm, che poteva fermare le autoblindo e i carri leggeri britannici.
- L35 Aviotrasportabile - carro lanciafiamme utilizzato per prove di compatibilità con l'aerotrasporto, agganciato sotto la fusoliera di un Savoia-Marchetti S.M.82.
- CV33 addestramento mitraglieri - 1 esemplare fu parzialmente privato degli organi meccanici e trasformato in una sorta di simulatore per l'addestramento dei mitraglieri.
- Trubia - versione sperimentale spagnola armata con un cannone Breda 20/65 Mod. 1935 da 20 mm.
- L3 trattore leggero - ipotetica versione per il traino dei cannoni da 47/32 Mod. 1935.
- Carro cannone anticarro o Semovente L3 da 47/32 (CV33 47/32) - prototipo di semovente armato con un cannone da 47/32 mm; tentativo "disperato" di adattare l'L33 alle nuove esigenze belliche, aveva un disegno molto simile al Panzerjäger I (anch'esso derivato dal carro leggero più diffuso presso l'esercito d'adozione, il Panzer I): lo scafo, privato della sovrastruttura, presentava frontalmente un cannone controcarro da 47/32 scudato, che doveva proteggere i serventi; il resto del mezzo era uguale allo chassis dell'L. 33, anche se dalla foto del prototipo sembra che le sospensioni fossero a molloni. Probabilmente non avrebbe avuto successo, dato che il pur contenuto rinculo del 47/32 poteva, a lungo andare, nuocere al funzionamento del mezzo.
- L3 da demolizione - prototipo radiocomandato per la distruzione dei campi minati.

## Esportazione
Il CV33, e versioni seguenti, venne anche esportato in numerosi stati.
- Afghanistan - un numero imprecisato di C.V. 35 tra il 1937 e il 1939
- Austria - 72 carri, 36 CV33 II serie (nel 1935) e 36 CV35 I serie (nel 1937). Tutti i carri consegnati all'esercito austriaco erano armati con una mitragliatrice Schwarzlose cal. 8 mm
- Bolivia - alcuni carri dotati di radio (1937/1938)
- Brasile - 23 C35 II serie armati con una mitragliatrice Breda da 13,2 mm (5 carri) oppure con una coppia di mitragliatrici Madsen cal. 7 Mauser (18 carri).
- Bulgaria - all'inizio del 1935, a causa anche la difficile situazione economica che attraversava il paese, furono acquistati dall'Italia 14 CV33 che costituirono la 1ª Compagnia Corazzata. I carri veloci Ansaldo destinati alla Bulgaria erano armati con una mitragliatrice modello Schwarzlose da 8 mm. Il contratto prevedeva, oltre alla fornitura dei carri anche quella di alcuni trattori d'artiglieria Pavesi, un pagamento dilazionato in 6/8 anni. Con i carri L33 fu costituita la 1ª Compagnia Carri, al comando del Maggiore Boris Tenev Slavov, coadiuvato dagli ufficiali Todor Stefanov Ivanov, Angel Stefanov Nerezov e Stojan Stojanov. La 2ª Compagnia venne formata inizialmente nel 1936 sempre sotto il comando del Maggiore Slavov, inizialmente dotata solo di soldati e senza mezzi corazzati. Essi giunsero solamente all'inizio del 1938, quando la Bulgaria ricevette una fornitura di 8 Vickers 6-Ton mod.E. Essa disponeva di due Plotoni Carri ognuno con 4 carri. Il primo gennaio del 1939 le due Compagnie furono riunite in un unico Battaglione Carri, il 1°, posto sotto il comando del Maggiore Todor Ivanov Popov. Il Battaglione aveva una forza nominale di 173 uomini, ripartiti tra una compagnia comando e due compagnie carri. La 1ª Compagnia Carri (Ansaldo) venne posta di stanza lungo il confine sud tra Kolárovo e Kharmanlijsko, al comando del Tenente Ivan Ivanov Gjumbabov. La 2ª Compagnia (Vickers) venne posizionata in appoggio alla 5ª Divisione di Fanteria "Danube" tra Polski Trmbesh e Rusensko, al comando del Tenente Todor Stefanov Ivanov. Nel febbraio del 1940 dopo aver ricevuto a basso costo dai tedeschi 26 carri Skoda LT vz. 35 ex cecoslovacchi, venne formata anche una 3ª Compagnia Carri affidata al Capitano Alexander Ivanov Bosilkov. Essa venne disposta lungo il confine della Turchia, tra Lozen e Ljubimec, in previsione di una riannessione della Dobrugia. Nell'ottobre del 1940 il 1º Battaglione Carri ricevette dai tedeschi ulteriori 10 carri Skoda mod. T-11. Dato che i bulgari non avevano una grande esperienza sia tattica sia d'uso dei carri armati la Germania, nel giugno del 1942, spedì il Colonnello Freiherr von Bülow a istruire i loro equipaggi. Alla fine del 1942 il comando tedesco propose il riordino dell'assetto delle forze armate bulgare. ma trovando l'opposizione dell'alto comando, vennero adottati solo leggeri cambiamenti. I carri Renault R35 furono destinati al ruolo originario di supporto delle unità di fanteria, i carri Vickers assunsero il ruolo di ricognizione per le brigate d'artiglieria, mentre i carri veloci Ansaldo L. 33 vennero destinati al ruolo di ambulanze o carri trasporto munizioni.
- Nicaragua - Almeno un esemplare, di provenienza incerta, attualmente esposto a Managua[8][9]
- Cina - circa un centinaio di CV35 II serie con armamento modificato
- Iraq - alcuni CV35 II serie venduti nel 1938
- Spagna - alcuni esemplari italiani utilizzati durante la guerra civile vennero, al termine di questa, trasferiti all'esercito spagnolo
- Ungheria - un numero considerevole ma imprecisato di CV35 di entrambe le serie armati con fucile mitragliatore BRNO 26
- Venezuela - Venezuela ha acquistato due unità nel 1934 per la valutazione in operazioni di sostegno di fanteria, a causa di diversi incidenti al confine con la Colombia, come altre armi acquisite dalla missione italiana che non sopravvissero oltre la seconda guerra mondiale.
- Agli esemplari ceduti vanno aggiunti alcuni carri catturati per vicende belliche e riutilizzati dalla Grecia, dalla Croazia, dalla Jugoslavia e dalla Germania.

## Esemplari superstiti
Sono attualmente conservati dieci esemplari del carro L3/33. Gli esemplari indicati in neretto sono meccanicamente funzionanti:

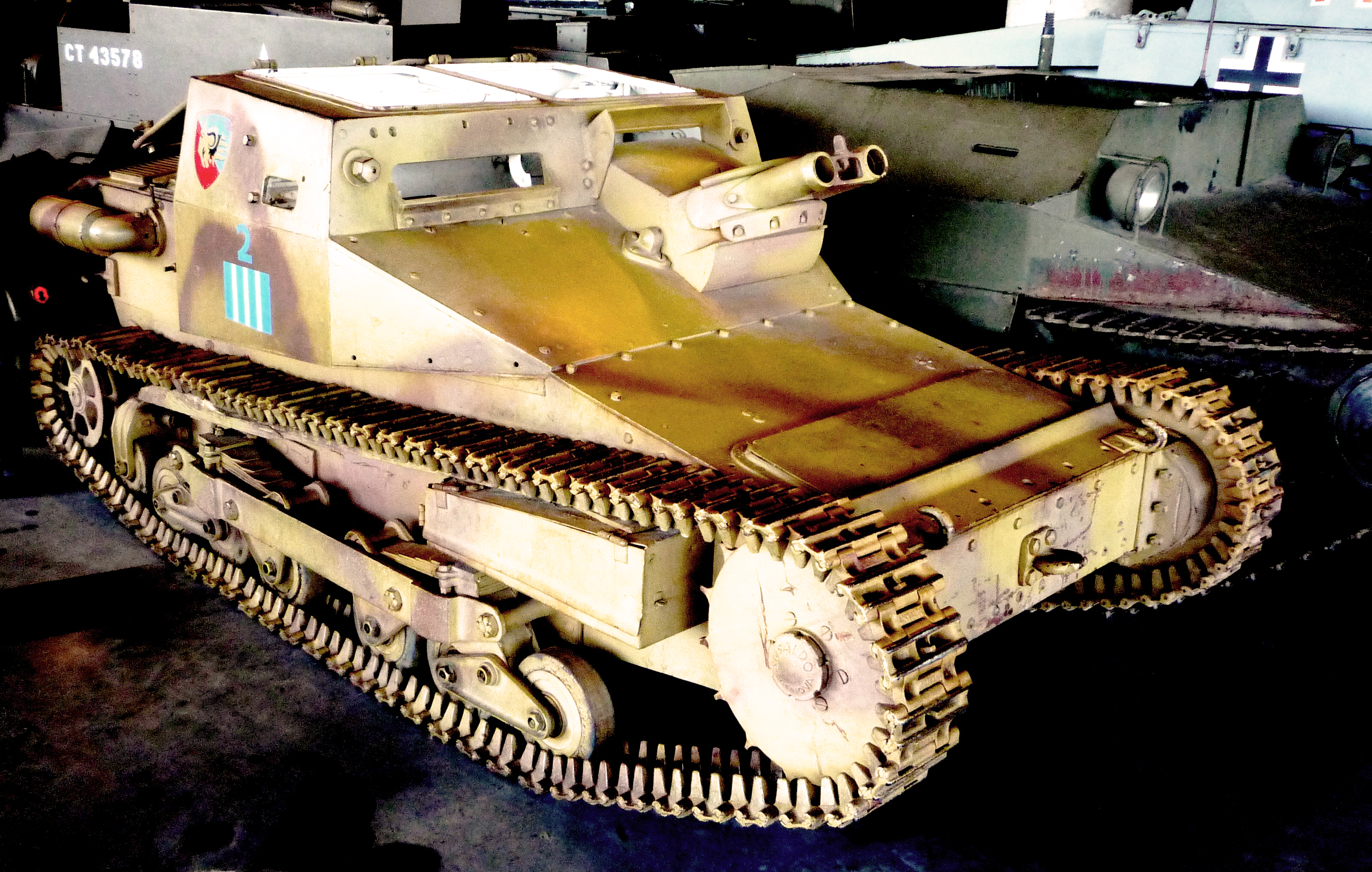
C.V. 33 al Canadian War Museum a Ottawa.

- CV33 (Prima serie) - Museo storico della motorizzazione militare (Roma)
- CV33 (Seconda serie) - Museo storico della motorizzazione militare (Roma)
- CV33 - Museo di guerra per la pace Diego de Henriquez (Trieste)
- CV33 - Caserma "Trizio" - 7º Reggimento bersaglieri (Altamura)[12]
- CV33 - Sacrario dei caduti d'oltremare di Bari
- CV33 - Caserma "Babini" - 4º Reggimento carri (Bellinzago Novarese)
- CV33 - Caserma "de Carli" - 132º Reggimento carri (Cordenons)
- CV33 - Canadian War Museum - (Ottawa, Canada)
- CV33 - (Managua, Nicaragua)
- CV33 - (Belgrado, Serbia)

## Curiosità
- Presso le truppe italiane il carro CV33 venne spesso soprannominato, a causa delle sue modeste dimensioni e anche della sua corazzatura troppo leggera, Scatola di sardine[5] o Arrigoni. Ebbe anche il soprannome di Cassa da morto, Barattolo o Bara d'acciaio a causa dei rischi a cui esponeva l'equipaggio quando si trovava a dover fronteggiare avversari meglio armati e corazzati. Alcune volte, però, riuscì a distruggere intere colonne di camion e automobili alleate, grazie al suo basso profilo e alla sua alta velocità e maneggevolezza.
- Costruire un carro leggero CV33 costava all'epoca 86.800 lire, pari a quasi 97.000 euro al valore del 2016.
- Altre due spiacevoli caratteristiche del mezzo erano il motore alimentato a benzina e la messa in moto dall'esterno tramite manovella: nei rispettivi casi di foratura del serbatoio e di spegnimento del motore in fase di combattimento, le conseguenze per l'equipaggio erano facilmente immaginabili.
- Sul filmato Istituto Luce Cinecittà dal titolo "Episodi dell'offensiva italo-tedesca sul Fronte di Sollum" al 54"-59" si può notare un primo piano di un carro L33 CC con Fucilone "S" Solothurn da 20 mm montato al posto delle mitragliatrici.